# Gehring (Pfarrkirchen)
Gehring ist ein Gemeindeteil der Kreisstadt Pfarrkirchen im niederbayerischen Landkreis Rottal-Inn. Bis zur Gebietsreform, die am 1. Januar 1972 in Kraft trat, war das Dorf ein Teil der Gemeinde Reichenberg.
Der Ortsname ist in einer Urkunde von 1230 als „Gerhohingen“ ersturkundlich genannt. Er setzt sich aus dem althochdeutschen Personennamen Gerhoh mit dem Suffix -ingen zusammen.